# Heligmonevra ricardoi
Heligmonevra ricardoi là một loài ruồi trong họ Asilidae. Heligmonevra ricardoi được Joseph & Parui miêu tả năm 1980. Loài này phân bố ở miền Ấn Độ - Mã Lai.